# Kosta–Lessebo Järnväg
Kosta–Lessebo Järnväg, KLJ, var en smalspårig järnväg mellan Kosta och Lessebo. Banan var 30 kilometer lång och hade spårvidden 600 mm, i Sverige populärt kallad "tvåfotabana". I början var banan framförallt avsedd för godstrafik, men sedan började man även använda banan för persontrafik. Den främsta anledningen till att Kosta–Lessebo järnväg byggdes var att man behövde bättre transportmöjligheter från Kosta glasbruk. Den vid bruket nyanställde jägmästaren Axel Hummel kom med förslaget att en smalspårig järnväg skulle byggas.

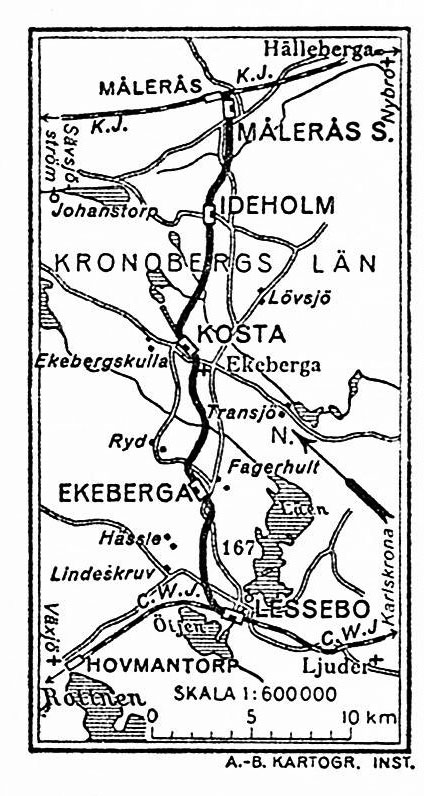
Kosta-Järnväg. Karta 1926.

## Historik

### Banan anläggs

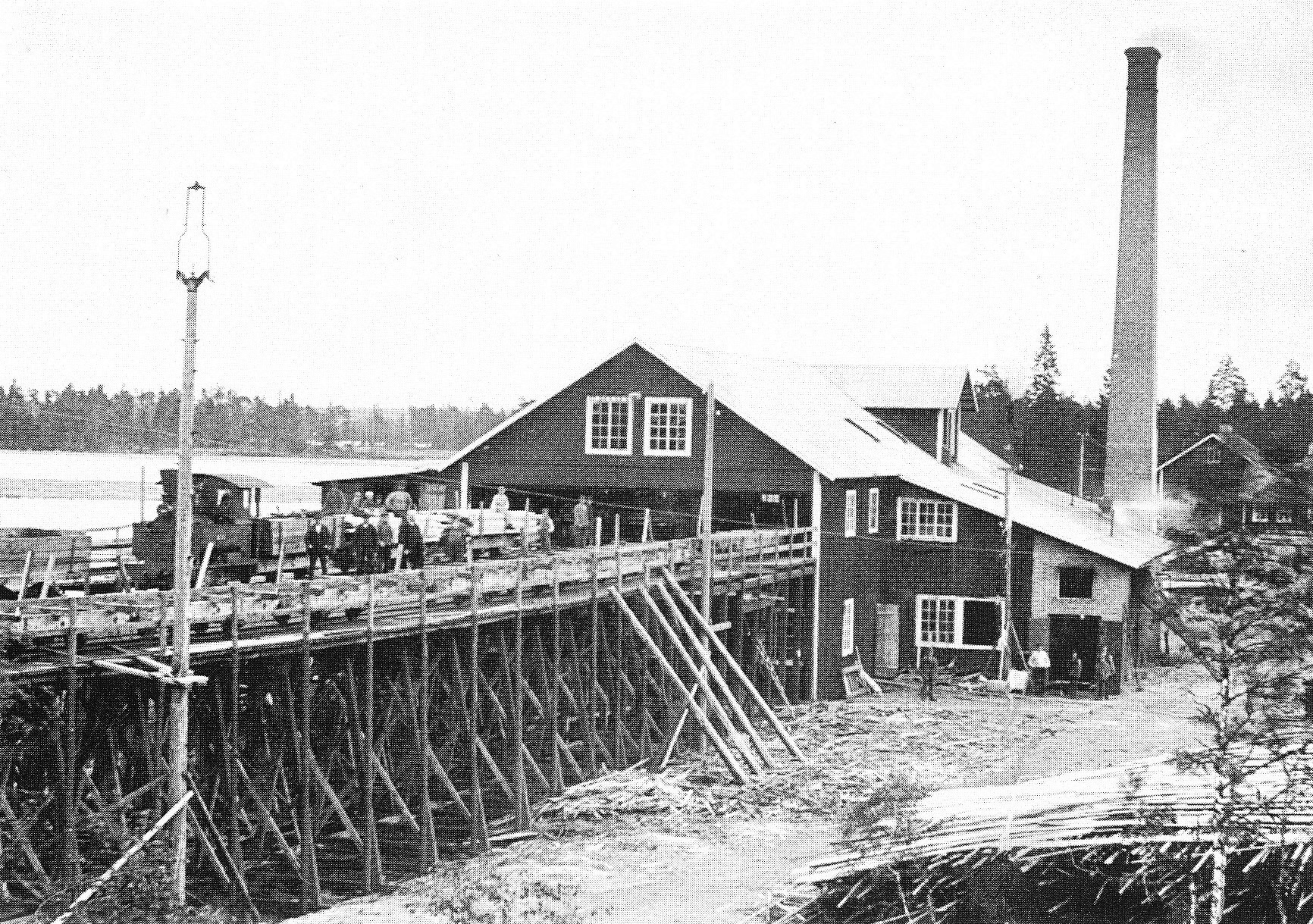
Sågen vid Visjön

Kosta–Lessebo Järnväg anlades ursprungligen som en renodlad transportresurs för Kosta glasbruk. Bruket hade anlagts 1741 och man var hänvisad till vägtransporter. Vägnätet var emellertid bristfälligt och transporterna blev dyra. År 1874 anlades Carlskrona–Wexiö Järnväg (CWJ) med en station i bland annat Lessebo. Glasbruket bekostade då en ny väg från bruket till Lessebo via Ryd, en sträckning på omkring 15 kilometer. Kostnaden var cirka 9.000 kronor. Den första glastransporten från bruket till CWJ skedde i februari 1874. 30 hästlass glas kördes, vilket räckte till att fylla två järnvägsvagnar. Dåliga konjunkturer och hård konkurrens gjorde att bruket tappade i lönsamhet och vid bolagsstämman 1887 beslöt man att förändra driften i grunden. Man beslöt att satsa mer på skogsavverkning och för att leda detta anställde man samma år jägmästaren Axel Hummel. Han anlade Kosta Trävaruaffär och byggde dessutom en ångsåg vid Visjön. Sågen förbands med Kosta genom en 2 kilometer lång järnväg. Även bruket moderniserades, bland annat med gaseldade ugnar istället för vedeldade. Man startade också torvutvinning för att förse ugnarna med bränsle. Det lantbruk som tillhörde bruket moderniserades och rationaliserades, allt efter anvisningar från Hummel som 1889 utsågs till verkställande direktör. 
En av de förbättringsmöjligheter som Hummel såg var att byggs en järnväg till Lessebo. Järnvägssystemet Décauville baserades på transportabla, korta järnvägsspann som var fastnitade på plåtsyllar. Hummel valde dock att förändra detta genom att hålla fast vid Décauvillespårvidden, men att byta plåtsyllarna mot träslipers på vilka rälerna sedan spikades fast.  Schaktningsarbetena för den nya banan kom igång våren 1888. Ursprungligen byggdes banan uteslutande för brukets transportbehov. All mark som behövdes ägdes av bruket självt eller på mark som upplåtits av Lessebo bruk mot att man under tio år fritt skulle få utnyttja järnvägens transportmöjligheter. Detta gjorde att man inte behövde begära koncession för järnvägsbygget, utan man kunde snabbt staka, schakta och bygga banan utan behov av tillstånd från myndigheterna. Bygget gick snabbt och den 22 maj 1888 berättas i en tidningsnotis att rälsen till största delen redan var lagd och spikad och att grusning pågick. Den 1 juli samma år skedde de första godstransporterna, även om den formella trafikstarten skedde senare under hösten 1888.

## Persontrafik

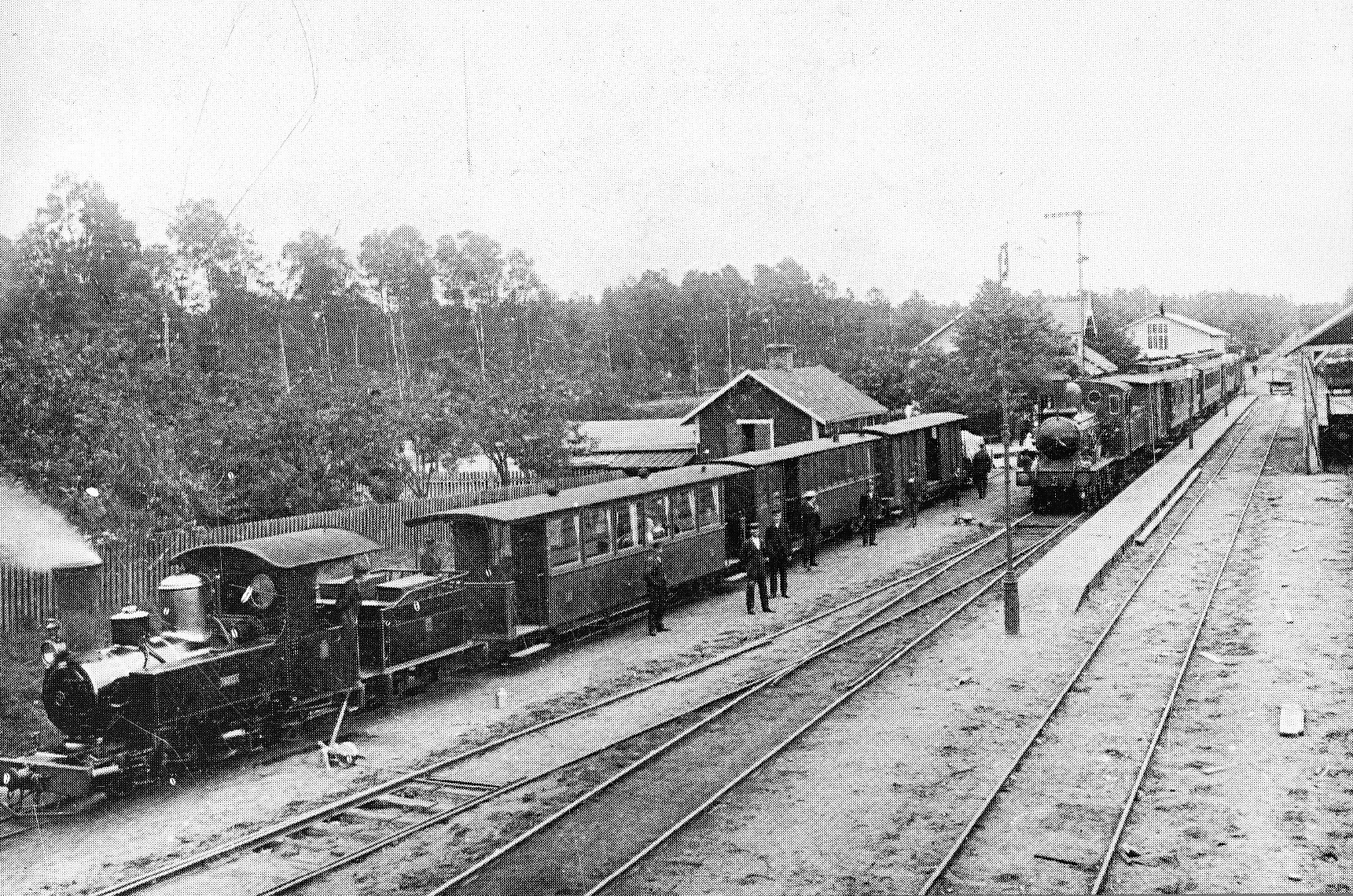
Lessebo station 1905

Vid tidpunkten för banans anläggande hade Kosta omkring ett tusen invånare. Närmaste stad var Växjö, som låg ungefär fem mil från Kosta. Med tanke på CWJ:s förbindelser, uppkom snart önskemål om att KLJ skulle tillhandahålla även persontrafik. I mars 1889 ansökte man hos Kungl. Maj:t om koncession för allmän trafik. I sitt remissvar till ansökan sade dock Väg- och vattenbyggnadsstyrelsen att man inte såg sig kunna tillstyrka ansökan, eftersom banan byggts med lutningar upp till 33 promille och kurvradier ned till 120 meter, något som inte ansågs lämpligt för banor med persontrafik. Kungliga järnvägsstyrelsen tillstyrkte KLJ:s ansökan, men med reservation för att man behövde förbättra banstandarden, till exempel med tjockare ballast, brobalkar i järn och stängsel längs linjen. Hummel lade ner mycket tid på att förklara och övertala myndigheterna och den 9 maj 1890 godkändes till slut ansökan. Järnvägen byggdes med rälsvikten 9,0 kg/meter.
I augusti 1891 besiktigades den nu ombyggda linjen och man fick godkänt. Allmän trafik fick bedrivas från och med den 26 augusti 1891, men den formella invigningen skedde den 28 augusti samma år.

## Banan förlängs

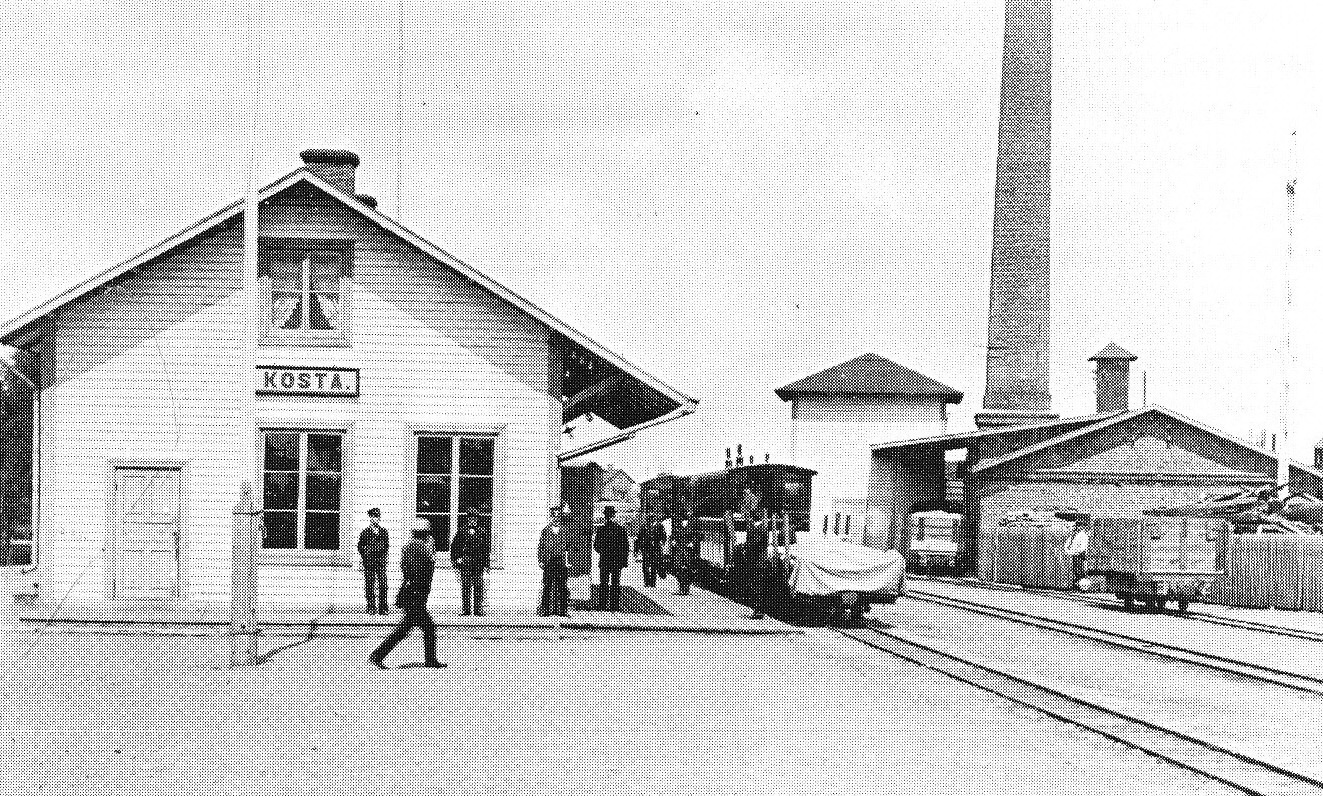
Kosta station under 1890-talet

Hummel ville bli oberoende av omlastningsbehovet i Lessebo och tittade därför tidigt på en förlängning av banan mot norr. Att få tillgång till någon av de större hamnarna i området skulle ytterligare kunna öka inkomsterna för bruket och efter att först ha övervägt en förlängning till Oskarshamn ändrade sig han så småningom och siktade på Mönsterås. År 1893 skedde en första stakning för en förlängning till Mönsterås, men man medgavs inte koncession för en så lång förlängning eftersom Väg- och Vattenbyggnadsstyrelsen ansåg att spårvidden var för liten för en så lång bana, samtidigt som dess transportkapacitet var för låg. Man förordade istället spårvidden 891 mm. Hummel föreslog då förlängning till Målerås varifrån man fick anslutning med Nybro–Sävsjöströms Järnväg (NSJ). Väg- och Vattenbyggnadsstyrelsen upprepade sina argument till förmån för spårvidden 891 mm, men Järnvägsstyrelsen stödde Hummel och menade att kravet var orimligt eftersom det skulle innebära två spårvidder och därmed dubbla omlastningar på den förhållandevis korta sträckan. Därtill kom att man skulle bli tvungen att ha dubbel lok- och vagnpark. Kgl Maj:t beviljade koncession för Hummels förslag 31 december 1895. Sträckan Målerås–Mönsterås avslogs i november 1895.
Byggnadsarbetet kom igång sent, sannolikt bland annat på grund av finansieringsproblem, men till slut inleddes byggnation i maj 1897. På grund av en strejk hos rälstillverkaren i Storbritannien kunde man inte få det man beställt. Kontraktet annullerades och istället levererades 29 000 stålräler från tillverkaren Cockerill i Belgien. Vid årsskiftet 1898/1899 stod linjen klar och den slutbesiktigades i maj 1899. Denna bana byggdes med rälsvikten 12,0 kg/meter. Efter viss komplettering invigdes banan 1 april 1899.

## Trafik till och med första världskriget
Inledningsvis visade sig järnvägen vara en lyckträff. År 1900 hade man det största antalet passagerare under järnvägens existens, 22 613 st. Godsmängden ökade kontinuerligt. År 1901 drabbades glasbruket av en stor brand där hela hyttan totalförstördes så när som på vannorna. Även om bruket snart kunde återstarta driften kom den ekonomiska problematiken även att drabba järnvägen och till slut såldes den 1 augusti 1905 till företaget AB De Svenska Kristallglasbruken för att sedan omedelbart överlåtas på Kosta Nya Järnvägsaktiebolag. I styrelsen för detta bolag, som hade ett aktiekapital om 125 000 kr, satt häradshövding G. Bennich, direktör Carl Gottwald Fogelberg och disponent Sten Kjellgren. Hummel hade därmed inte längre något med järnvägen att göra. Järnvägen var inte särskilt ekonomiskt lönsam: 1906 var vinsten 4549 kr, 1907 759 kr, 1909 6851 kr och 1908 −2098 kr. Viss subventionering av verksamheten kom från glasbruket med ca 3000 kr per år. Överskotten räckte aldrig till för avsättning till medel för rälsbyte, något som hade behövts, men något rälsbyte gjordes inte förrän 1934. Företaget klarade sig trots låga vinster ganska bra med ca 20 000 resenärer per år och sakta stigande godsmängder. Under första världskriget fick KLJ, precis som annan spårburen trafik, ett uppsving.

## Lågkonjunktur och nedläggning

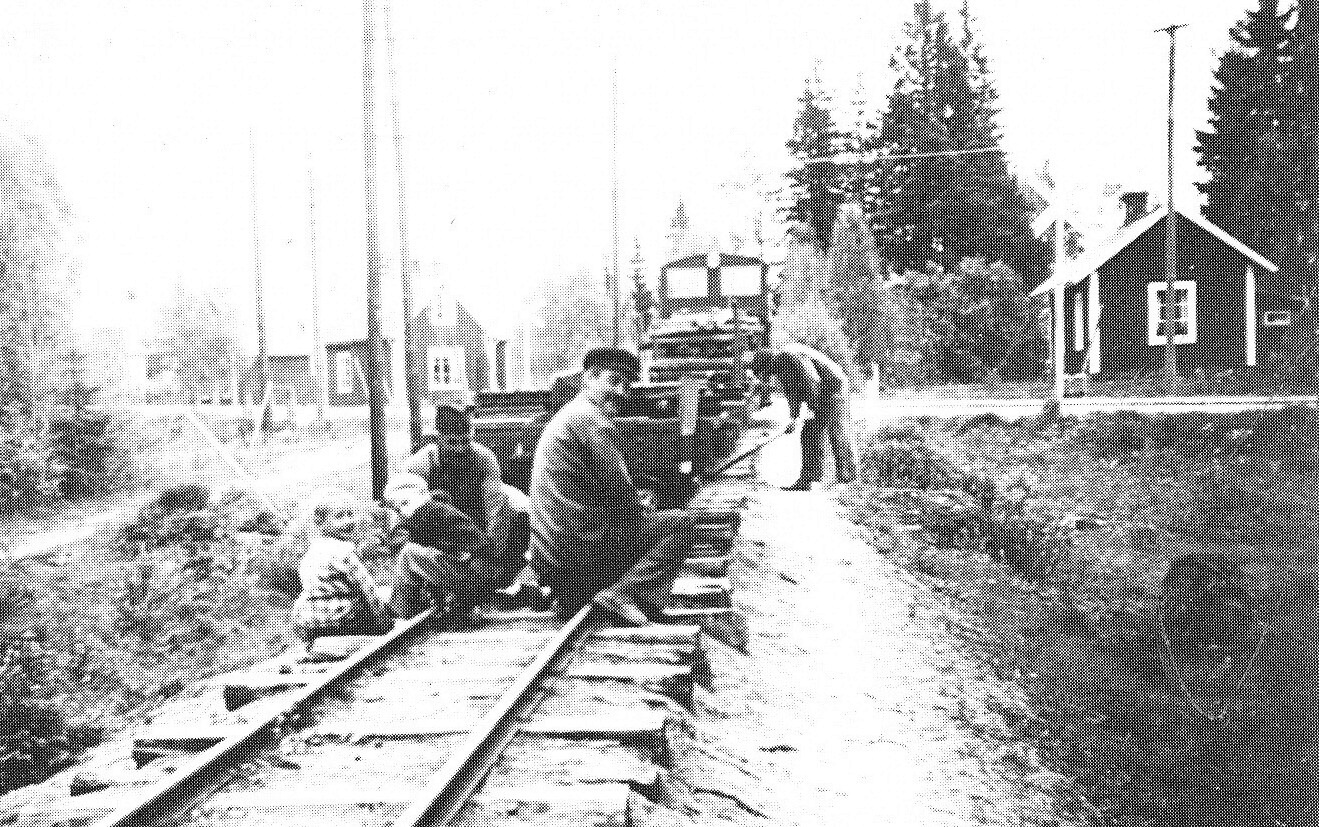
Spårbrytning i Lessebo 1934

Efter första världskriget kom samma negativa trend för KLJ som i stort drabbade alla järnvägsföretag i landet. Ökande löner, halverad persontrafik och en godstrafik som minskade med 2/3 slog hårt mot banans ekonomi. 1920-talets lågkonjunkturer och överläggningen av transport till vägtrafik innebar mer eller mindre en dödsstöt mot små järnvägar och för 600-banorna i synnerhet. KLJ skaffade en enmansbemannad motorvagn för att försöka möta problematiken, men det hjälpte inte. Linjen Kosta–Målerås gick med en årlig förlust som översteg den lilla vinst som bandelen Kosta–Lessebo genererade. Detta gick inte i längden och därför ansökte man i januari 1926 hos Kungl. Maj:t om att få lägga ner och riva upp linjen mellan Kosta och Målerås. Myndigheterna tog gott om tid på sig för att besluta i frågan och den ekonomiska situationen för järnvägen blev mycket snart ohållbar. Man kompletterade därför ansökan med anhållan om att få lägga ner all persontrafik och istället bara använda linjen Kosta–Lessebo för renodlad godstrafik. 15 maj 1931 godkändes KLJ:s ansökan slutligen och all allmän trafik Lessebo–Målerås upphörde 30 september samma år. Viss godstrafik förekom då sådan fanns tillgänglig, men 1934 revs spåret Kosta–Målerås upp. Den begagnade rälsen lades in i linjen Kosta–Lessebo där den gamla rälsen såldes. Väg- och Vattenbyggnadsstyrelsen ansåg inte att någon besiktning av banan behövdes 1931–1933. KLJ ansökte 1934 om att få lägga ner persontrafiken och bara köra godstransporter och koncessionen beviljades 7 september 1934, varefter en besiktning genomfördes. Den allmänna godstrafiken startade 1 november 1934 och fortsatte tills koncessionen upphörde 30 april 1948 i samband med banans nedläggning. 

## Rullande materiel
KLJ hade fyra ånglok, varav två malletlok, två motorlok, en motorvagn, fyra personvagnar och 66 godsvagnar. Motorvagnen byggdes på ramen från ett av motorloken. Fordon från KLJ finns numer bevarade på olika museijärnvägar i Sverige, bland annat Östra Södermanlands Järnväg (ångloket No 2 LESSEBO, personvagnar och godsvagnar, med mera), Ohsabanan (motorlok No 1) och Risten–Lakviks Järnväg (godsvagnar).

### Internet
- Historiskt.nu